# Graptemys pearlensis
Graptemys pearlensis là một loài rùa trong họ Emydidae. Loài này được Ennen, Lovich, Kreiser, Selman & Qualls mô tả khoa học đầu tiên năm 2010.